# James Oppenheim
James Oppenheim (Saint Paul, 24 maggio 1882 – New York, 4 agosto 1932) è stato un poeta, scrittore e editore statunitense.

## Biografia
Nato nel 1882 nel Minnesota, studiò alla Columbia University e fu tra i primi seguaci di Carl Gustav Jung. Negli anni dieci fondò la rivista letteraria The Seven Arts, che raggiunse ben presto una certa diffusione ma nel 1917 fu costretta a chiudere a seguito di problemi politici legati alle posizioni pacifiste e anti-interventiste rispetto alla prima guerra mondiale.
Le opere più note di Oppenheim sono il romanzo I nove decimi, del 1911, che descrive le problematiche del mondo del lavoro su posizioni fabiane e suffragiste; e la poesia Il pane e le rose, dello stesso anno, che è divenuta il simbolo dello sciopero del 1912 delle operaie tessili di Lawrence. La poesia è stata musicata nel 1976 da Mimi Fariña e nel 1990 da John Denver.
Scrisse anche per il cinema. Tra soggetti, sceneggiature e film tratti da suoi libri, furono portate sullo schermo trenta pellicole che portano il suo nome nei credits.
È morto a New York nel 1932.

## Filmografia
- Billie (1912)
- The Escape from Bondage, regia di J. Searle Dawley e Walter Edwin (1912)
- Nerves and the Man (1912)
- Alone in New York, regia Ashley Miller (1912)
- Mary in Stage Land, regia di J. Searle Dawley e Walter Edwin (1912)
- The Affair at Raynor's, regia di J. Searle Dawley e Walter Edwin (1912)
- Tim, regia di Charles Brabin (1912)
- A Letter to the Princess, regia di J. Searle Dawley e Walter Edwin (1912)
- The Third Thanksgiving, regia di J. Searle Dawley (1912)
- Annie Crawls Upstairs (1912)
- A Clue to Her Parentage, regia di J. Searle Dawley e Walter Edwin (1912)
- The Crime of Carelessness, regia di Harold M. Shaw (1912)
- A Race to New York, regia di J. Searle Dawley e Walter Edwin (1913)
- The Man He Might Have Been, regia di Ashley Miller (1913)
- The Power of Sleep (1913)
- False to Their Trust, regia di J. Searle Dawley e Walter Edwin (1913)
- The Dancer, regia di Ashley Miller (1913)
- A Perilous Cargo (1913)
- The Phantom Ship, regia di Harold M. Shaw (1913)
- Barry's Breaking In
- Fortune Smiles, regia di George A. Lessey (1913)
- The Fight for Right, regia di Oscar Apfel - cortometraggio (1913)
- Peg o' the Movies, regia di George Lessey (1913)
- Mother o' Dreams (1914)
- The Temple of Moloch, regia di Langdon West - cortometraggio (1914)
- The Life of Abraham Lincoln, regia di Langdon West (1915)
- The Stoning, regia di Charles Brabin    (1915)
- Graft
- Idle Wives, regia di Lois Weber e Phillips Smalley (1916)
- The Cossack Whip
- The Ghost of Old Morro